# Chlorolepiota
Chlorolepiota là một chi nấm trong họ Agaricaceae.

## Các loài
- Chlorolepiota brunneotincta
- Chlorolepiota indica
- Chlorolepiota mahabaleshwarensis